# 바이즐
바이즐은 대한민국의 도서, 쇼핑 기업이다. 2025년 4월 1일, 구 인터파크쇼핑에서 바이즐로 사명을 변경하였다.

## 서비스
- 쇼핑 : 1:1 쇼핑도우미 대화형 커머스 서비스 ‘톡집사’로 실시간 고객 상담 서비스를 운영하고 있다. 아울러 쎈 특가로 상품을 판매하는 ‘쎈DEAL’, 브랜드 프로모션 ‘브랜드DEAL’ 뿐만 아니라, 매월 진행하는 실시간 타임딜 프로모션인 ‘인생날’을 운영하고 있다. 아울러 반려동물 전문몰 ‘인터파크 펫’, 해외에서도 간편 쇼핑이 가능한 글로벌 페이지(역직구)도 운영하고 있다.
- 도서 : 국내외 다양한 도서와 eBook, 음반, DVD 등을 판매하고 있는 온라인 서점이다. 도서 판매 뿐만 아니라, 저자와 독자간의 소통을 위해 북잼(BOOK JAM) 콘서트를 진행한다. 오전에 주문하고 오후에 받아보는 당일/하루배송 서비스를 제공하고 있으며, 해외 배송& 픽업 서비스도 운영한다. 작가의 서재, 인터뷰, 칼럼 등 국내외 도서 정보를 한 눈에 볼 수 있는 북DB도 있다. 도서 추천부터 할인까지 AI 기반 1:1 상담 서비스 ‘도서 톡집사’도 선보이고